# Шонштетт
Шонштетт (нем. Schonstett) — община в Германии, в земле Бавария. 
Подчиняется административному округу Верхняя Бавария. Входит в состав района Розенхайм. Подчиняется управлению Хальфинг.  Население составляет 1239 человек (на 31 декабря 2010 года). Занимает площадь 13,60 км².